# پارک ملی پیرین
پارک ملی پیرین (به لاتین: Pirin National Park) یک پارک ملی در بلغارستان است که در استان بلاگووگراد واقع شده‌است.

## میراث جهانی
این پارک در فهرست میراث جهانی یونکسو ثبت شده است.